# Sulaimania
Sulaimania  é um gênero botânico da família Lamiaceae.

## Espécies
Sulaimania otostegioides

## Nome e referências
Sulaimania (Prain) I.C.Hedge & K.H.Rechinger